# Nuup Bussii

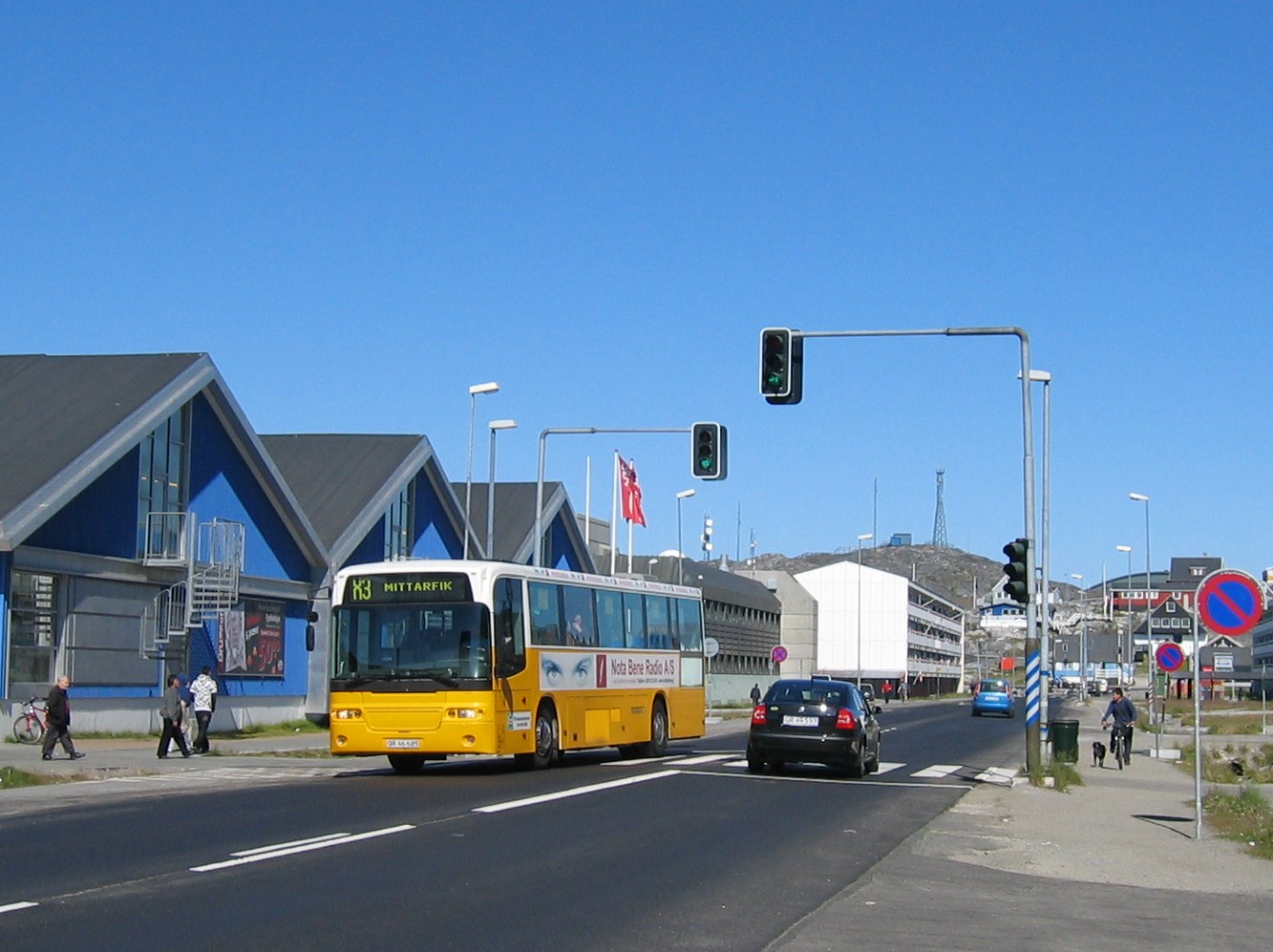
Bus op lijn X3 onderweg in centrum van Nuuk

Nuup Bussii A/S is het openbaarvervoerbedrijf van de Groenlandse hoofdstad Nuuk. Het bedrijf was volledig in handen van de gemeente Nuuk en sinds 2009 van de nieuwe gemeente Sermersooq en is nog steeds een naamloze vennootschap. Het bedrijf heeft 24 fulltime werknemers in dienst en voert de dienstregeling uit met een vloot van 16 bussen en 5 bestelwagens en personenauto's.

## Lijnennet
| Lijn | Soort lijn | Route                                                                                    | Frequentie              |
| ---- | ---------- | ---------------------------------------------------------------------------------------- | ----------------------- |
| 1    | -          | Qinngorput - Zuid - Qeqqa (Katuaq) - Qinngorput                                          | elke 40 min.            |
| 1A   | spitslijn  | Qinngorput - Qeqqa (Katuaq) - Qinngorput                                                 | elke 40 min.            |
| 2    | -          | Nuussuaq - Qiterlia - Qeqqa (Katuaq) - Zuid - Qiteria - Ilisimatusarfik - Nuussuaq       | elke 10 à 20 min.       |
| 3    | -          | Qeqqa (Katuaq) - Nuussuaq - Ilisimatusarfik - Luchthaven Nuuk - Qinngorput - Zuid- Qeqqa | ma-vr elke 30 à 60 min. |
| 4    | spitslijn  | Qernertunnguit - Qeqqa (Katuaq) - Koningin Ingridziekenhuis - Zuid - Qernertunnguit      | elke 30 min.            |
| 5    | skibus     | Nuussuaq - Luchthaven Nuuk/skilift v.v.                                                  | za/zo in januari-april. |

## Wagenpark
Nuup Bussii A/S heeft 12 normale bussen (8 Volvo B12M en 3 MAN Lion's City 12-meter bussen, 2 Volvo B10M 10-meter bussen en 2 DAB's). Verder heeft Nuup Bussii A/S voor de verhuur 3 kleine Toyota busjes en twee kleine Mitsubishi busjes.